# A Catholic Education
| Críticas profissionais | Críticas profissionais |
| Avaliações da crítica  | Avaliações da crítica  |
| Fonte                  | Avaliação              |
| ---------------------- | ---------------------- |
| Allmusic               | 4 de 5 estrelas.       |

A Catholic Education é o álbum de estreia do grupo escocês de rock alternativo Teenage Fanclub, lançado no Reino Unido pelo selo Paperhouse Records e nos Estados Unidos pelo selo Matador records. O disco foi gravado de maneira independente, com um baixo orçamento, tendo custado na época apenas 2000 libras, e depois negociado com as gravadoras. Para conseguir a quantia eles pediram um empréstimo à seus pais e a um banco, ao qual eles contaram a falsa historia de que queriam comprar um computador.
Musicalmente o disco apresenta um estilo mais próximo do hard rock, do noise, repleto de distorções e ruídos, influenciado por bandas como Yo La Tengo e Sonic Youth, do que do som limpo e melódico que iria caracterizar o estilo da banda posteriormente. Contudo, a canção Everything Flows, é vista já como um protótipo do estilo definitivo da banda, contendo todos os elementos sonoros típicos, combinando melodia com guitarras de rock.
O álbum gerou um efeito surpresa, e foi bem recebido pela critica especializada em rock alternativo, dos dois lados do Atlântico.Após o lançamento do disco os membros do quarteto de Glasgow passaram a ser considerado como heróis do underground pelos seus fãs, e graças a esse registro conseguiram atrair a atenção do selo Creation no Reino Unido, e da grande gravadora Geffen nos Estados Unidos, com as quais viriam a assinar contratos, e pelas quais lançariam os seus discos posteriores.

## Faixas
| No. | Título                  | Autor               | Duração |
| --- | ----------------------- | ------------------- | ------- |
| 1.  | "Heavy Metal"           | McGinley            | 2:14    |
| 2.  | "Everything Flows"      | Blake               | 5:12    |
| 3.  | "Catholic Education"    | Blake               | 2:34    |
| 4.  | "Too Involved"          | Blake/McGinley      | 2:38    |
| 5.  | "Don't Need a Drum"     | Blake/McGinley      | 3:18    |
| 6.  | "Critical Mass"         | Blake               | 2:48    |
| 7.  | "Heavy Metal II"        | Blake/McGinley      | 7:21    |
| 8.  | "Catholic Education II" | Blake               | 3:01    |
| 9.  | "Eternal Light"         | Blake               | 4:11    |
| 10. | "Every Picture I Paint" | Blake/McGinley      | 3:23    |
| 11. | "Everybody's Fool"      | Blake/Love/McGinley | 2:54    |

## Créditos
- Norman Blake – Vocal e guitarra.
- Gerard Love – Vocal e baixo.
- Raymond McGinley – Vocal e guitarra.
- Francis MacDonald – Bateria.
- Brendan O'Hare – Bateria